# Rappweiler-Zwalbach
Rappweiler-Zwalbach ist der westlichste Ortsteil der Gemeinde Weiskirchen. In Rappweiler-Zwalbach wohnen zwischen 1600 und 1700 Einwohner.

## Geschichte
Das Dorf Rappweiler-Zwalbach ist aus einer Kurtrierischen Siedlung hervorgegangen. Es hat den Namen nicht von einem Rittergeschlecht, sondern das Rittergeschlecht – bis dahin ohne Namen – nahm den Dorfnamen „Rappwilre“ an. Das Rittergeschlecht saß auf der Burg von Rappweiler, die vor 1350 zerstört wurde, und entstammt dem niedrigen Adel, den sogenannten Ministerialen. Die Ritter von Rappweiler führten ein blaues Wappen mit einem gekrönten, aufrechtstehenden, silbernen Löwen. Schräg über dem Löwen liegt eine rote Barre (Streifen). Als Kunstdenkmal ist die Buchheimer Kapelle (Rest der ehemaligen Kirche aus dem 15. Jahrhundert) erhalten.
An der Stelle der heutigen Buchheimer Kapelle stand im 15. Jahrhundert die Kirche des Ortes Buchheim. Sie war die einzige in der Umgebung, und die Gläubigen mussten zum Teil weite Wege zurücklegen, um hier ihre Christenpflicht zu erfüllen. Um die Kirche lag der Friedhof.

## Wappen
Auf dem Wappen ist ein silberner Löwe abgebildet, der mit einer roten Schrägrechtleiste durchzogen ist. Es handelt sich um das Wappen des im 14. Jahrhundert des ausgestorbenen und nach dem Ort Rappweiler benannten Rittergeschlecht.
Koordinaten: 49° 33′ N, 6° 47′ O